# Parlementaire enquête naar de val van Srebrenica
De Val van Srebrenica was in 2002 in Nederland onderwerp van een parlementaire enquête door de Tweede Kamer.

## Voorgeschiedenis
Op 11 juli 1995, toen ruim 600 Nederlandse VN-militairen (achtereenvolgens de bataljons "Dutchbat I, II en III") in Tuzla en Srebrenica hun humanitaire werk deden, forceerden Bosnisch-Servische troepen onder bevel van kolonel Ratko Mladić zich met tanks de stad binnen en deporteerden en vermoordden ca. 7500 moslimmannen en -jongens. De redenen waarom kolonel Mladic de stad met tanks binnenviel en zoveel Moslims koelbloedig vermoordde, is nooit bekendgemaakt. (Zie hiervoor de inhoud van de zorgvuldig gesloten kamer van het herinneringscentrum Westerbork te Hooghalen, waar negatieve visies van de Nederlandse militairen op de Moslimbevolking, die nachtelijke moordpartijen op Serviërs organiseerde, tot uiting komen). Het wordt gezien als de ergste daad van genocide in Europa sedert de Tweede Wereldoorlog.

## Aanleiding
Op 10 april 2002 verscheen een rapport van het Nederlands Instituut voor Oorlogsdocumentatie (NIOD) over de val van de Bosnische enclave Srebrenica en de rol van Nederlandse VN-militairen daarbij. Naar aanleiding hiervan diende het tweede kabinet-Kok op 16 april zijn ontslag in. Op 17 april 2002 voerde de Tweede Kamer hierover een debat. Uitkomst van dit debat was de instelling van een tijdelijke commissie die moest rapporteren over mogelijke onderwerpen voor een nader parlementair onderzoek naar de gebeurtenissen in de zomer van 1995.
Deze tijdelijke commissie stond onder voorzitterschap van Eimert van Middelkoop (ChristenUnie). Zij deed op 24 april de aanbeveling een aanvullend parlementair onderzoek (parlementaire enquête) in te stellen naar de gebeurtenissen in Srebrenica en naar de voorgeschiedenis en afhandeling daarvan. De Tweede Kamer stemde op 25 april in met de aanbevelingen van de tijdelijke commissie en dit leidde tot instelling van een parlementaire enquêtecommissie die het D66-lid Bert Bakker als haar voorzitter koos. Bakker was eerder voorzitter van de Tijdelijke Commissie Besluitvorming Uitzendingen.
Van 11 tot en met 28 november 2002 heeft de commissie de belangrijkste getuigen openbaar verhoord, met een extra verhoordag op 6 december 2002. Het rapport van de commissie is op 27 januari 2003 verschenen.

## Commissie
De commissie heeft onderzoek verricht naar het optreden van de Kamer, de Nederlandse regering en de ambtelijk/militair verantwoordelijken in de aanloop naar, tijdens, en na afloop van de gebeurtenissen in Srebrenica.
Doel van het onderzoek was de Kamer in staat te stellen een definitief politiek oordeel te vellen over dit optreden. Het onderzoek diende ter aanvulling op de conclusies welke door de Tijdelijke Commissie Besluitvorming Uitzendingen en door het NIOD zijn getrokken.

### Commissieleden
- Bert Bakker (D66) - voorzitter
- Aart Mosterd (CDA)
- Tineke Huizinga (ChristenUnie)
- Fenna Vergeer (SP)
- Bibi de Vries (VVD)
- Bert Koenders (PvdA)
- Harry Wijnschenk en Egbert Jan Groenink (LPF)

## Kort feitenrelaas
Hieronder enkele feiten die aan het licht kwamen tijdens de enquête:
- Legertop dwong Dutchbatters te zwijgen
- "VN lieten Dutchbat stikken"
- Legering in Srebrenica nooit in kabinet of Kamer besproken
- Geen verklaring voor uitblijven luchtsteun Srebrenica
- Overste Karremans hield rekening met doden en gewonden aan zijn zijde
- Ruud Lubbers: VN hebben Nederland in de steek gelaten
- Generaal Couzy vond dat minister Voorhoeve hem onmogelijke opdrachten gaf
- Lot Couzy hing aan zijden draad
- Wim Kok, Hans van Mierlo, Joris Voorhoeve: Nederland stond er in Srebrenica alleen voor